# ASASSN-15lh
SN 2015L
ASASSN-15lh ou SN 2015L est une possible supernova découverte le 14 juin 2015, et qui se distingue par une luminosité exceptionnelle, équivalente à 570 milliards de fois celle du Soleil.

## Découverte
La possible supernova est découverte par Dong Subo (东苏勃), astronome chinois de l'Institut Kavli de physique théorique, sur des images prises le 14 juin 2015 par le télescope Cassius de quatorze centimètres de diamètre situé au Cerro Tololo. Sa découverte a été annoncée le 24 juillet 2015 par le télégramme électronique no 4120 du Bureau central des télégrammes astronomiques. Des recherches dans les archives a posteriori ont montré des enregistrements où la supernova est visible, datant de mai 2015. L'intensité lumineuse maximale est atteinte le 5 juin avec une magnitude apparente de 16,9. À cette époque, la distance de l'objet n'est pas encore évaluée ; mais des observations plus poussées menées avec le Robert Stobie Spectrograph au Grand télescope d'Afrique australe montrent l'éloignement énorme (trois milliards d'années-lumière) et donc son énorme magnitude absolue.

## Désignations
ASASSN est l'acronyme de All Sky Automated Survey for SuperNovae, « Relevé automatisé sur tout le ciel de supernovas » en anglais.
SN 2015L signifie qu'ASASSN-15lh est la 12e supernova découverte en 2015.

## Localisation
ASASSN-15lh est située à une distance de luminosité de 1 171 méga parsecs, près de quatre milliards d'années-lumière de la Terre. Elle est située à 0,41″ est et 0,04″ sud du centre de la galaxie Anon J220215-6139 (en abrégé : A220215-6139), un objet peu connu. Celui-ci est identifié à APMUKS(BJ) B215839.70−615403.9 qui serait la galaxie hôte de la supernova.

## Nature
La nature de ASASSN-15lh n'est pas clairement déterminée. Bien que d'abord considérée comme une supernova, la détection de carbone, d'azote et d'oxygène hautement ionisés ainsi que de rayons X mous à proximité de la zone de l'événement, sa localisation dans le noyau d'une galaxie où l'existence d'étoiles massives est peu probable et l'évolution de la température de l'événement suggèrent que ASASSN-15lh tire son origine d'une rupture par effet de marée d'une étoile aux abords d'un trou noir supermassif en rotation,.

## Caractéristiques
ASASSN-15lh est une supernova superlumineuse, une supernova dont la magnitude absolue est d'environ -22 dans la bande spectrale visible. Elle est visible aux confins des constellations australes du Toucan et du Paon. Il s'agit de la plus lumineuse supernova découverte (2016) : 2 × 1038 W, soit dix fois plus que le précédent record. Elle a été observée le 21 novembre 2015 avec l'Australia Telescope Compact Array.